# Мягдома
Мягдома (Мягдема, Мяхдома) — река в России, протекает по территории Плесецкого и Виноградовского районов Архангельской области. Устье реки находится в 98 км по правому берегу реки Мехреньга. Исток — южнее озёр Попово Летнее и Попово Зимнее, в болоте Анболото. В верхнем течении протекает через Шайозеро. Длина реки — 86 км, площадь водосборного бассейна — 589 км².

## Данные водного реестра
По данным государственного водного реестра России относится к Двинско-Печорскому бассейновому округу, водохозяйственный участок реки — Северная Двина от впадения реки Вага и до устья, без реки Пинега, речной подбассейн реки — Северная Двина ниже места слияния Вычегды и Малой Северной Двины. Речной бассейн реки — Северная Двина.

## Притоки
- Берёзовка
- Луваш
- Химасора
- Чекозерка